# 모지역
모지역(일본어: 門司駅)은 일본 후쿠오카현 기타큐슈시 모지구에 위치한 규슈 여객철도 소속 철도역이며, 산요 본선의 기점역이다.

## 개요
간몬 터널 개통에 의해, 산요 본선의 종점역이 되었다. 이 때문에 규슈로 들어오는 관문 역할이며, 덧붙여 영업 킬로상은 역의 남쪽에 있는 기타큐슈 화물 터미널 역과 동일 지점에 있다. 산요 본선이 직류 전화 노선인 것에 비해, 가고시마 본선은 교류 전화로, 본역 구내 시모노세키 방면으로 절연구간이 존재한다(화물열차용을 위해서 모지역 구내에도 설치되어 있다). 침대 특급 (블루트레인)등의 객차 열차는 규슈 내를 주행하는 교류 전기 기관차(ED76형) 와 간몬 터널 통과용의 교류 전기 기관차(EF81형) 가 따로 존재하는데 규슈지역에서는 중량이 무거운 EF81형이 들어오기가 힘들기 때문이다. 이전에는 화물열차도, 당역에서 기관차를 교체했지만, 현재는 기타큐슈 화물 터미널역에서 기관차를 교체한다.

## 타는 곳
| 1     | ■ 가고시마 본선 | 하행 | 고쿠라・오리오・하카타 · 나카쓰 방면 | (모지 항 발)      |
| 2·3·4 | ■ 가고시마 본선 | 하행 | 고쿠라・오리오・하카타・나카쓰 방면  |                   |
| 2·3·4 | ■ 산요 본선     |      | 시모노세키 방면                      | (당역 절반 시)    |
| 5·6   | ■ 가고시마 본선 | 상행 | 모지 항 방면                         |                   |
| 5·6   | ■ 산요 본선     |      | 시모노세키 방면                      | (고쿠라)방면 부터 |

## 인접 역
| 가고시마 본선        | 가고시마 본선          | 가고시마 본선        |
| -------------------- | ---------------------- | -------------------- |
| 고모리에 모지 항방면 | ■ 쾌속 · 준쾌속 · 보통 | 고쿠라 가고시마 방면 |
| 산요 본선            |                        |                      |
| 시모노세키 고베 방면 | ■ 산요 본선            | 시·종착역            |